# Steal Your Face
Steal Your Face è un album dal vivo del gruppo rock statunitense Grateful Dead, pubblicato nel 1976.

## Tracce
Lato 1
1. Promised Land (Chuck Berry) – 3:17
2. Cold Rain and Snow (trad., arr. Grateful Dead) – 5:38
3. Around and Around (Berry) – 5:07
4. Stella Blue (Robert Hunter, Jerry Garcia) – 8:48

Lato 2
1. Mississippi Half-Step Uptown Toodeloo (Hunter, Garcia) – 8:04
2. Ship of Fools (Hunter, Garcia) – 7:01
3. Beat It On Down the Line (Jesse Fuller) – 3:24

Lato 3
1. Big River (Johnny Cash) – 4:55
2. Black-Throated Wind (John Barlow, Bob Weir) – 6:07
3. U.S. Blues (Hunter, Garcia) – 5:42
4. El Paso (Marty Robbins) – 4:17

Lato 4
1. Sugaree (Hunter, Garcia) – 7:37
2. It Must Have Been the Roses (Hunter) – 6:00
3. Casey Jones (Hunter, Garcia) – 7:04

## Formazione
- Jerry Garcia - chitarra, voce
- Bob Weir - chitarra, voce
- Phil Lesh - basso
- Mickey Hart - batteria
- Bill Kreutzmann - batteria
- Donna Jean Godchaux - voce
- Keith Godchaux - tastiere, voce